# أنطونيا ويسيلوه
أنتونيا فريدريكا ويسيلوه (بالألمانية: Antonia Frederika Wesseloh) هي عارضة أزياء ألمانية. ولدت في 25 يوليو 1995 في هامبورغ، ألمانيا.